# Judd-Brunnen
Die Judd-Brunnen sind drei Brunnen in der Winterthurer Altstadt (Steinberggasse), die vom US-amerikanischen Minimalkünstler Donald Judd geschaffen wurden.
Im Winter sowie bei besonderen Anlässen werden die Brunnen mit einer Abdeckung geschützt.

## Entstehungsgeschichte
Die Stadt Winterthur beauftragte Donald Judd bereits 1991 mit der Projektierung einer Brunnenanlage für die Steinberggasse, da hierfür in der neu autobefreiten Altstadt genug Platz war. Aus Kostengründen wurde dann dieses Projekt bis zur Einebnung der Gasse zurückgestellt. Ab 1993 übernahm ein Trägerverein die Realisierung der Brunnen in der Steinberggasse und hat in Zusammenarbeit mit dem Technikum Winterthur ein Detailprojekt erstellt und das nötige Geld hierfür gesammelt: 790'000 Fr. Noch während der Planarbeiten zur Umsetzung des Projekts verstarb Judd am 12. Februar 1994 in New York. 1996 konnte dann mit dem Bau der Brunnenanlage begonnen werden. Die Brunnenanlage wurde mit der Fertigstellung am 14. Juni 1997 vom Trägerverein Judd-Brunnen der Stadt Winterthur geschenkt. Der Unterhalt der Judd-Brunnen kostet rund 65'000 Fr. pro Jahr.

## Architektur
Die Judd-Brunnen bestehen aus drei einzelnen, elliptischen Brunnen, die ihr Wasser aus einer gemeinsamen Brunnenstube mit einer UV-Licht-Filteranlage beziehen. Die drei Brunnen haben unterschiedliche Höhe; so ist der niedrigste am östlichen Ende 115 cm hoch. Die Wasserspiegel in allen drei Brunnen befinden sich jedoch auf gleicher Höhe, was das Gefälle der Steinberggasse verdeutlicht. Die Brunnen markieren den Lauf des ehemaligen Stadtbachs, der früher mitten durch die Steinberggasse floss.